# Sant'Agata sui Due Golfi

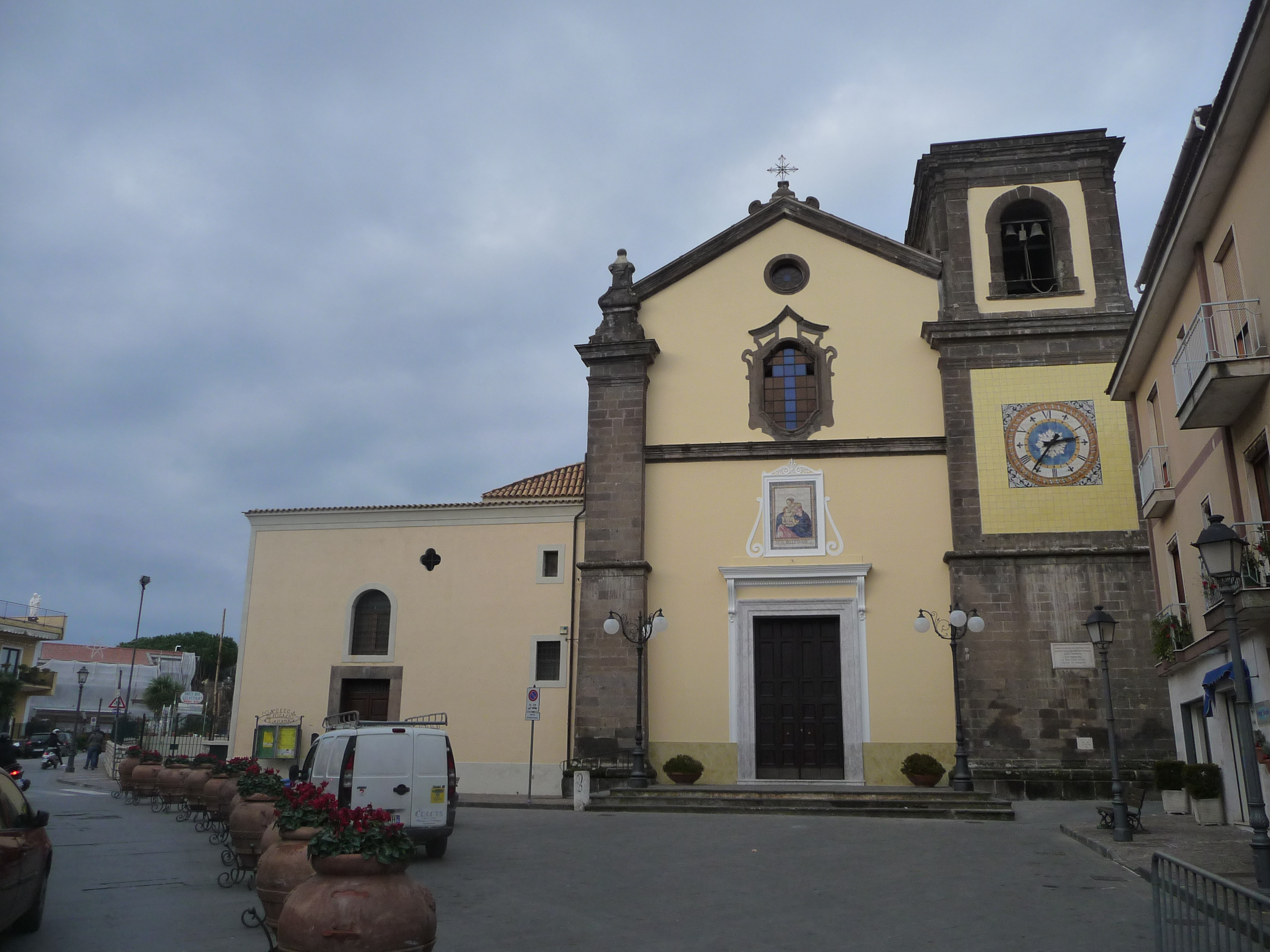
Chiesa parrocchiale di Santa Maria delle Grazie

Sant'Agata sui Due Golfi è la maggiore frazione di Massa Lubrense, comune della città metropolitana di Napoli. Situata nella penisola sorrentina,  deve il suo nome alla posizione in cui si trova, fra i golfi di Napoli e di Salerno. I "Due Golfi" possono essere osservati dal Monastero delle Monache Benedettine sito sulla collina "Il Deserto", che si trova nelle immediate vicinanze del centro santagatese e che domina la cittadina di Sorrento.

## Geografia fisica
Sant'Agata è sita alle pendici dei Monti Lattari e piuttosto vicina alla costiera amalfitana. Essa dista 6 km da Massa Lubrense.

## Storia
I primi abitanti del luogo furono dei coloni greci che qui edificarono una necropoli, in un luogo chiamato impropriamente "Deserto" (nome che i Carmelitani scalzi davano ai propri eremi).
Più correttamente la collina si dovrebbe definire "Monte Sireniano" così come sempre indicato dagli antichi geografi, come Strabone, e dalle mappe, in quanto ospitava il culto delle sirene e forse anche il tempio, antichissimo ed ibrido di cultura etrusca e greca.
La piccola comunità santagatese si è sviluppata partendo dalla piazza ove si trova la chiesa all'interno della quale si trova un altare risalente al 1600, opera dello scultore ed architetto di scuola fiorentina Dionisio Lazzari, fatto di madreperla e lapislazzuli proveniente dall'antica chiesa dei Girolamini di Napoli ed unico per la sua bellezza secondo lo storico napoletano D.A.Parrino (1700) che sosteneva "che forse simile non si può trovare al mondo".
Il paesino si affaccia sui due golfi di Napoli e di Salerno, da esso si può scendere a una piccola spiaggia, detta Marina di Crapolla, situata nel territorio di Torca e raggiungibile solo via mare o attraverso un lungo sentiero pedonale caratterizzato da centinaia di scalini. Secondo una leggenda qui sbarcò l'apostolo Pietro nel suo difficoltoso viaggio verso Roma. Molto più sostanziosa è l'ipotesi che la chiesetta dell'insenatura, costruita su ruderi di un tempio pagano, sia stata dedicata al primo degli Apostoli  in quanto protettore dei pescatori ed egli stesso pescatore. Alcuni storici di storia patria e le origini greche del nome  (sacra ad Apollo) sostengono che effettivamente  fu edificato incorporando i resti del tempio del mitica divinità.

## Economia

### Turismo
Fin dall'Ottocento è stata meta di turisti data la sua posizione privilegiata. Il paese si affaccia sull'isola di Capri e sugli isolotti Li Galli, che sono stati proprietà del ballerino russo Rudol'f Chametovič Nureev fino alla sua morte. Da Sant'Agata sui Due Golfi è anche possibile raggiungere, mediante sentieri segnati, Sorrento, Massa Lubrense e la baia di Crapolla.

## Infrastrutture e trasporti
La strada statale su cui sorge S.Agata è la SS 145 "Sorrentina" la quale, passata Colli di Fontanelle (fraz.di Sant'Agnello), si congiunge a Colli San Pietro (fraz.di Piano di Sorrento) con la SS 163 "Amalfitana".

## Sport
Sant'Agata sui Due Golfi è stata sede del primo ritiro del Napoli, nel 1929, all'epoca sotto la guida di William Garbutt.